# Guglielmo Pugi
Guglielmo Pugi né en 1850 à Fiesole (Toscane, Italie) et mort en 1915 est un sculpteur italien, représentatif de l'Art nouveau en Italie.

## Biographie

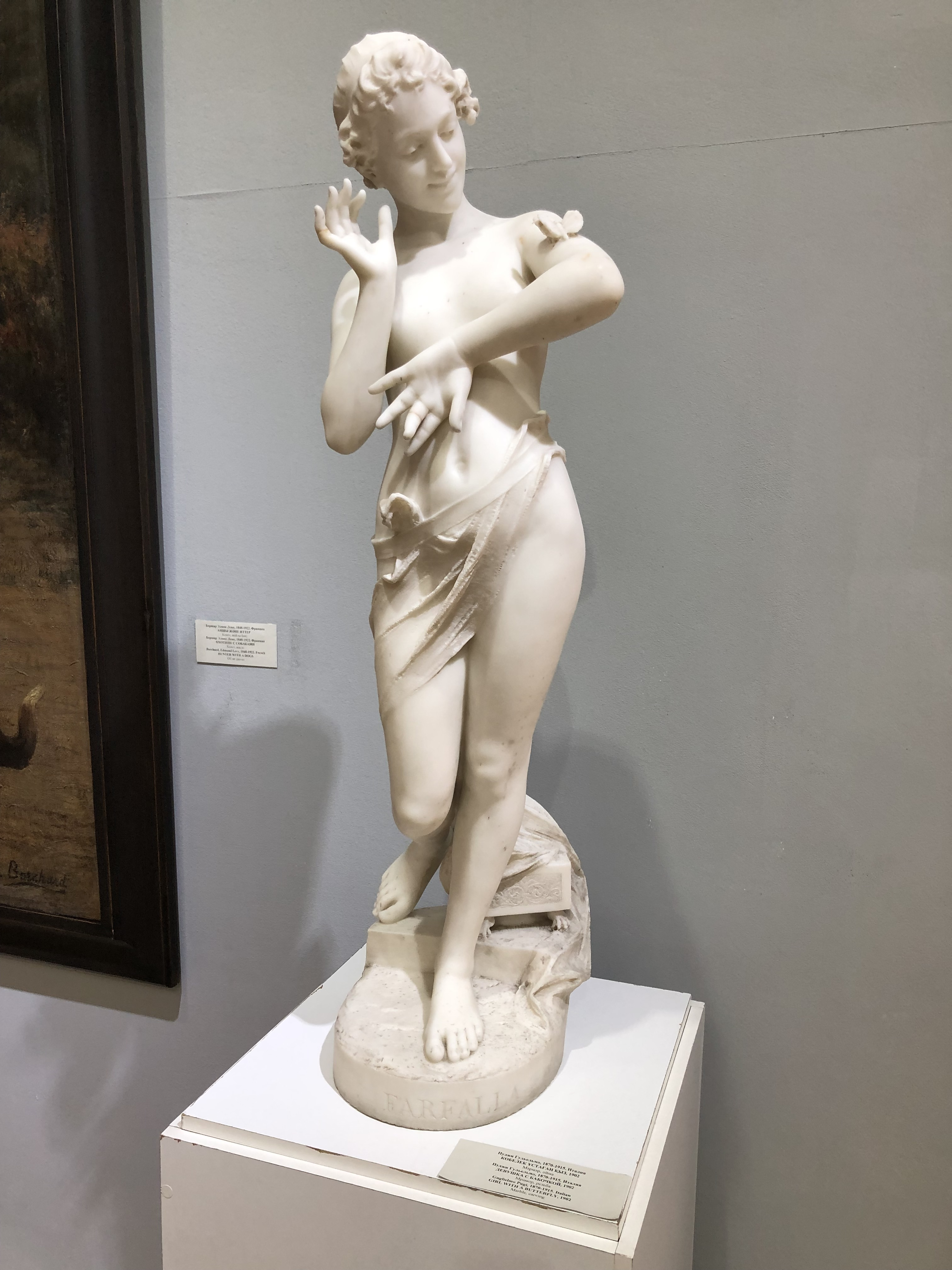
Jeune fille au papillon (1902), Almaty, musée central d'État du Kazakhstan.

De 1870 à sa mort, Gugielmo Pugi réside à Florence, où il dirige un atelier de sculpture avec l'aide de ses deux fils, Gino et Fiorenzo. La maison, nommée « Guglielmo Pugi e Figli », travaille surtout pour l'exportation, en particulier vers les États-Unis. Plus tard, les deux frères assureront la succession sous le nom de « Fratelli G. e F. Pugi ».

## Œuvre
L'œuvre de Guglielmo Pugi, typique de l'Art nouveau, se caractérise par la taille directe sur l'albâtre et le marbre de Carrare (principalement blanc ou veiné). On lui doit notamment le Monument au roi Humbert Ier, un buste ornant la grand-place de Fiesole, ainsi que de nombreux groupes et  portraits dont certains sont conservés au Museo storico dell'alabastro de Volterra. Plusieurs de ses sculptures ont été présentées à l'Exposition pan-américaine de 1901 à Buffalo, ainsi qu'à l'Exposition universelle de 1904 à Saint-Louis.

## Collections publiques
- Arlon, musée Gaspar, Collections de l'Institut archéologique du Luxembourg : Madone, buste en marbre blanc[1].
- Buste d’un jeune garçon, marbre, vers 1900-1910, Musée Joseph Déchelette à Roanne